# Platinum Weird
Platinum Weird – zespół muzyczny założony w roku 2004 przez Karę DioGuardi i Dave'a Stewarta. Z zespołem związana jest mistyfikacja dotycząca działalności grupy w latach 1973–1974.

## Historia
W jednym z wywiadów w 2005 roku DioGuardi wyjaśniła, iż ona i Stewart zostali poproszeni o napisanie piosenek dla The Pussycat Dolls. Jednak nie stworzyli oni materiału dla Pussycat Dolls, a piosenki, które zostały wtedy napisane nagrali sami pod szyldem zespołu Platinum Weird. W marcu 2005 na swoim MySpace udostępnili piosenki Avalanche i Happiness.

## Mistyfikacja
Producenci, którzy chcieli zapewnić zespołowi popularność, wymyślili historię o istnieniu zespołu w latach 1973–1974. W jednym z wywiadów dla magazynu Rolling Stone, Stewart przedstawił zmyśloną historię na temat powstania zespołu. W tym samym czasie powstało wideo ukazujące powstawanie Platinum Weird. W sieci pojawiło się wiele stron, które zawierały te same materiały: pliki audio, fotografie oraz wideo. Na tym klipie pokazani są m.in. Mick Jagger, Christina Aguilera, Lindsay Lohan, Stevie Nicks oraz inni artyści, mówiący o istnieniu zespołu w latach siedemdziesiątych oraz o tym, że zespół wtedy nagrywał.
Ta fikcyjna historia opierała się na spotkaniu Dave'a Stewarta z niejaką Erin Grace, piosenkarką z Nowego Jorku. Stewart miał nagrać wspólnie z Grace tylko dema piosenek, a wkrótce Erin miała zniknąć tak szybko jak się pojawiła. Lata później, DioGuardi miała spotkać w swoim sąsiedztwie starszą kobietę, która była jej nauczycielką w pisaniu tekstów i śpiewaniu. Kiedy w 2004 roku doszło do spotkania między nią a Stewartem, DioGuardi miała zauważyć, że zna słowa do jednej z piosenek Platinum Weird, Will You Be Around, którą Stewart grał na gitarze. Piosenki tej miała się nauczyć od swojej sąsiadki, którą prawdopodobnie była Erin Grace. W lipcu 2006 roku stacja VH1 wyemitowała pseudodokument zatytułowany "Rock Legends – Platinum Weird", który mówił o niezwykłej historii powstania zespołu, był on połączony z wypowiedziami sław takich jak Mick Jagger, Annie Lennox, Elton John i Ringo Starr, którzy potwierdzali istnienie zespołu i opowiadali o postaci Erin.
Jednym z dowodów potwierdzających nieprawdziwość historii jest sama okładka płyty z 1974 roku. Czcionka, która się na niej znajduje nazywa się Desdemona, została ona wyprodukowana przez Font Bureau w 1992 roku oraz rozprowadzona przez Microsoft.
W jednej ze swoich wypowiedzi Stewart dodał, że film był w 80% prawdziwy, ponieważ był praktycznie jego biografią, spotkał on bowiem kiedyś kobietę z Nowego Jorku z którą pisał piosenki i był w związku. Jednak nie była to Erin Grace przedstawiona w filmie.

## Dyskografia
- Make Believe (2006)
- Platinum Weird (2007)